# يوجين (ممثلة)
يوجين (الكورية: 김유진) هي رئيسة تشريفات ومغنية وعازفة بيانو وممثلة كورية جنوبية، ولدت في 3 مارس 1981 في سول في كوريا الجنوبية.

## فيلموغرافيا

### فيلم
| عام  | عنوان العمل       | دور           |
| ---- | ----------------- | ------------- |
| 2007 | زواج لا يمكن وقفه | بارك اون هو   |
| 2008 | مكتبة حسرة        | جو اون سو     |
| 2008 | جزيرة رومانسية    | يو جا يونغ    |
| 2009 | يوجا هاكون        | هيو جونغ      |
| 2020 | زهرة الورق        | اذهب ايون سوك |

### مسلسلات تلفزيونية
| عام       | عنوان                              | دور             | الشبكة         |
| --------- | ---------------------------------- | --------------- | -------------- |
| 2002      | أحبك                               | جين دا راي      | كي بي إس 2     |
| 2004      | احفظ الرقصة الأخيرة من أجلي        | جي اون سو       | إس بي إس       |
| 2005      | حياة رائعة                         | جونغ سي جين     | ام بي سي       |
| 2006      | أنا معجب بك حقا حقا                | يو بونغ قريبا   | ام بي سي       |
| 2008      | أم واحدة وثلاثة آباء               | سونغ نا يونغ    | كي بي إس 2     |
| 2009      | خلق المصير                         | هان سانغ إيون   | ام بي سي       |
| 2010      | ملك الخبز ، كيم تاغو               | شين يو كيونغ    | كي بي إس 2     |
| 2011      | دراما خاصة                         | الأميرة هوبيونج | كي بي إس 2     |
| 2012      | زوج اهلالي                         | مين يونغ        | كي بي إس 2     |
| 2013      | إرث مائة عام                       | مين تشاي وون    | ام بي سي تي في |
| 2014      | هل يمكننا الوقوع في الحب مرة أخرى؟ | يون جونغ وان    | جاي تي بي سي   |
| 2015      | كل شيء عن أمي                      | لي جين إي       | كي بي إس 2     |
| 2020-2021 | السقيفة: الحرب في الحياة           | أوه يون هي      | إس بي إس       |
| 2020-2021 | السقيفة 2 & السقيفة 3              | أوه يون هي      | إس بي إس       |
| 2025      | السيدة الأولى                      | سو إيون         | إم بي إن       |

## وصلات خارجية
- الموقع الرسمي
 (بالكورية)
- يوجين على موقع IMDb (الإنجليزية)
- يوجين على موقع ميوزك برينز (الإنجليزية)
- يوجين على موقع قاعدة بيانات الفيلم (الإنجليزية)
- يوجين على موقع كينوبويسك (الروسية)